# Karlsdorf (Neuhardenberg)

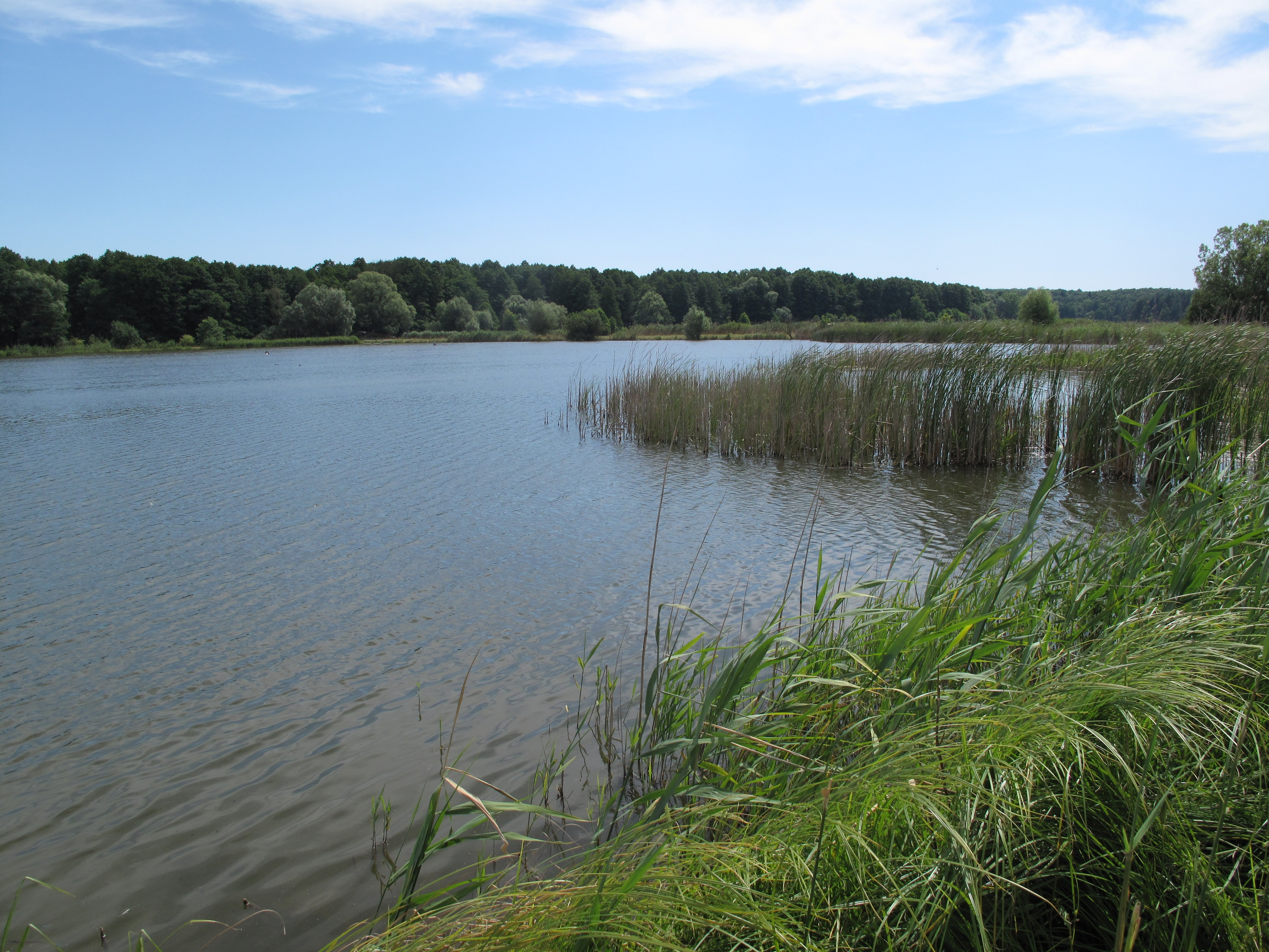
Einer der Karlsdorfer Teiche

Karlsdorf ist ein Teil von Altfriedland, einem Ortsteil der Gemeinde Neuhardenberg im Landkreis Märkisch-Oderland, Brandenburg. Der Ort hatte mit Stand 2007 rund 70 Einwohner. Die Amtsgeschäfte werden durch das Amt Seelow-Land getätigt.
Das Dorf wurde 1774/75 als Kolonistendorf gegründet und nach dem Markgrafen Carl Albrecht von Brandenburg-Sonnenburg benannt. Die regional bekannten Fischereigewässer Karlsdorfer Teiche sind ein Teil der Seenlandschaft um den Kietzer See, dem Zentrum des Europäischen Vogelschutzgebietes Altfriedländer Teich- und Seengebiet in der nordöstlichen Ecke des Naturparks Märkische Schweiz.

## Ort und Geschichte

### Verkehrsanbindung

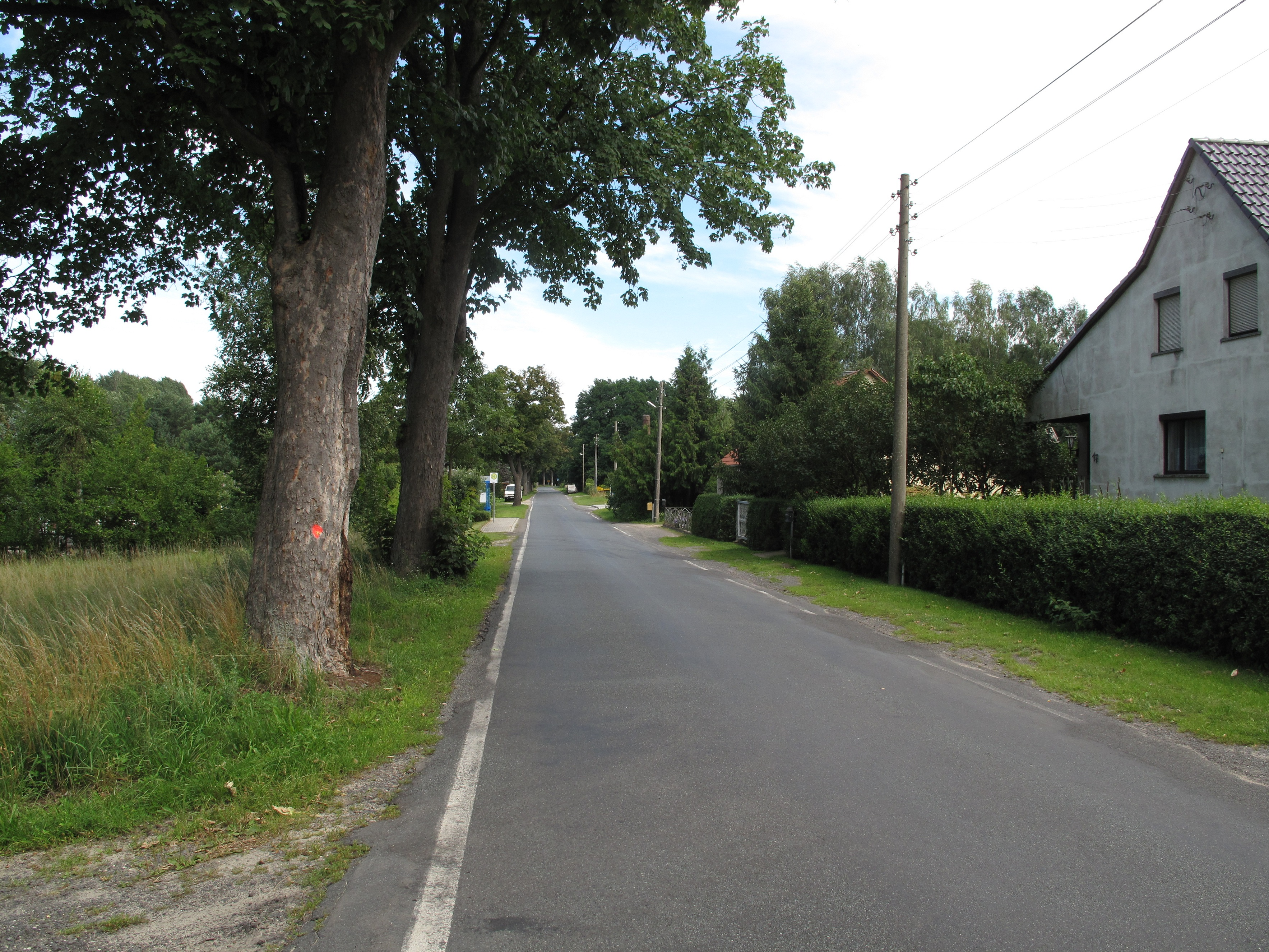
Landesstraße 34 in Karlsdorf

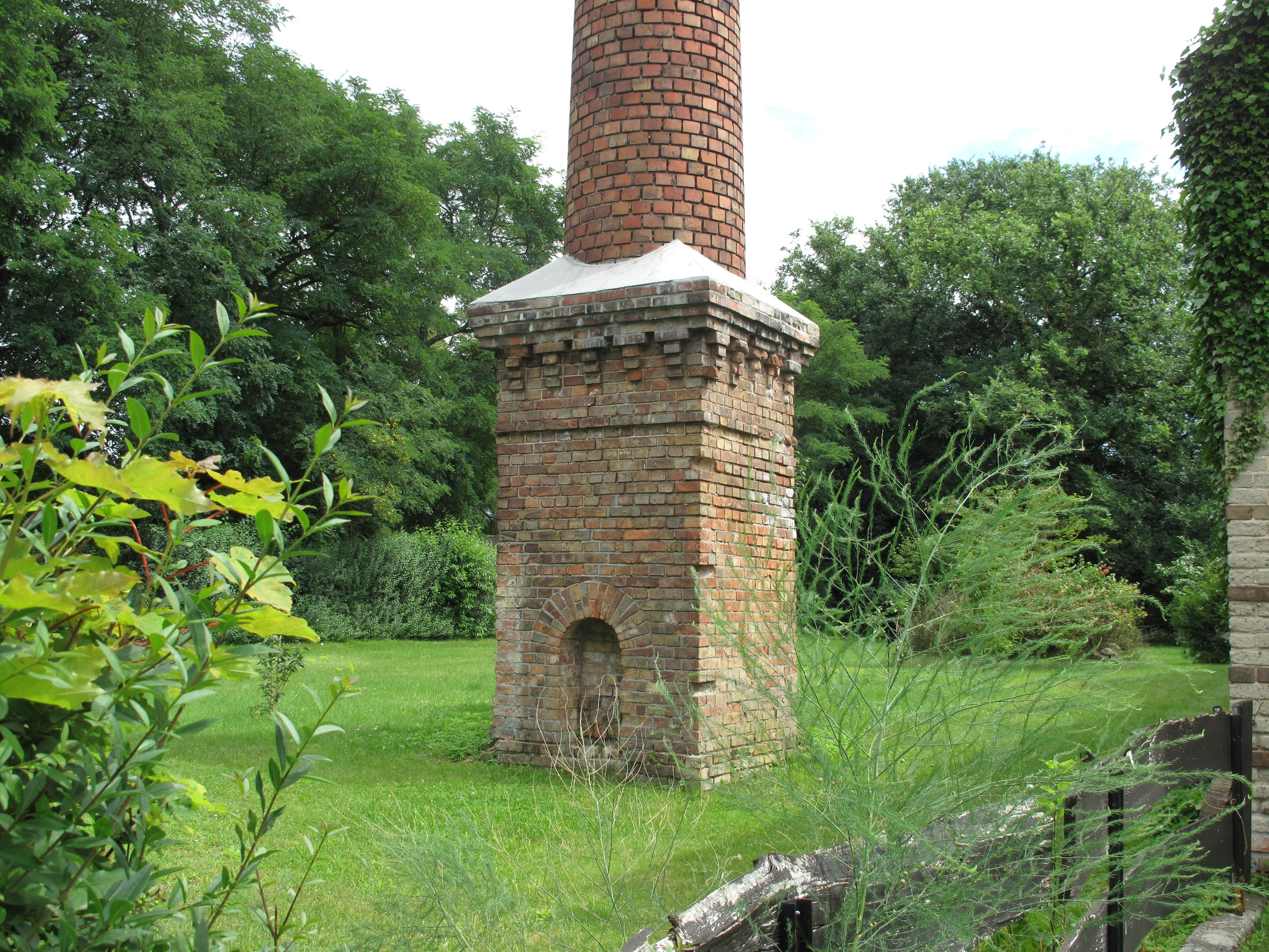
Historischer Backofen

Karlsdorf liegt südlich von Altfriedland und ist von Altfriedland durch die Bundesstraße 167 getrennt, die das Dorf nach Nordwesten über Gottesgabe und Metzdorf an Wriezen und nach Südosten an Neuhardenberg anbindet. Die Häuser des Straßendorfes reihen sich hauptsächlich zwischen dem Lettinsee und den Karlsdofer Teichen entlang der Landesstraße 34 auf, die von der Bundesstraße 167 abzweigt und nach Westen über Ringenwalde, Reichenberg und Bollersdorf quer durch den Naturpark Märkische Schweiz verläuft und nordwestlich von Buckow zur Bundesstraße 168 führt. Die Busverkehr Märkisch-Oderland (BMO) verbindet Karlsdorf im Öffentlichen Personennahverkehr nach Osten mit Seelow und Neuhardenberg und nach Westen über die Dörfer der Landesstraße 34 mit Strausberg.

### Geschichte und das Dorf im 21. Jahrhundert
Bereits zur Slawischen Zeit bestand in Altfriedland eine Fischersiedlung. Auch die Namen der Seen bei Karlsdorf verweisen auf eine slawische Besiedlung der Region. So haben sich im Dolgensee (= Langer See) und Lettinsee (Etymologie unklar, möglicherweise = sonniger See)  slawische Namen erhalten.
Während Altfriedland bereits 1271 als Vredeland (befriedetes Land) urkundlich erwähnt wird, wurde Karlsdorf erst 1774/75 als Kolonistendorf Carlsdorf gegründet. Das Dorf wurde in dem Stobberrevier zwischen Damm-Mühle und Lapnower Mühle angelegt und nach dem 1762 verstorbenen Markgrafen Carl Albrecht von Brandenburg-Sonnenburg benannt. Carl hatte 1731 von seinem Vater Albrecht Friedrich von Brandenburg-Sonnenburg das Domänengut Friedland (später: Altfriedland) geerbt, das aus dem 1540/46 säkularisierten Zisterzienserinnen-Kloster Friedland hervorgegangen war. Die Anlage des Dorfs ging auf den Arrende-Amtmann (Pächter) Jeckel zurück, der bis zum Tod Carls im Jahr 1762 mit verschiedenen Dorfgründungen eine intensive Expansionspolitik betrieb und damit den Wert des markgräflichen Besitzes enorm steigerte. Angelegt wurde das unter Carl geplante Dorf dann unter dem nächsten Friedländer Gutsherrn Hanns Siegismund von Lestwitz, dessen Tochter als Frau von Friedland bekannt wurde. Mit dem Aufbau der Häuser wurde 1774 begonnen, im Sommer 1775 zogen fünfzehn Familien ein. Als Ausstattung erhielt jede Familie 10 Morgen Land, 6 2/3 Morgen Wiese und 1 Morgen Gartenland. Die kosten- und lastenfrei übergebenen Häuser waren in einer Reihe mit der Front nach dem Lettinsee zu angelegt. Sie hatten einen Holzgiebel zur Straße, ein Rohrdach mit Giebelzeichen, und unter einem Dach Stube, Kammer, Küche, Flur und Stallung. Da die Kolonisten nicht selbst aufgebaut hatten, bekamen sie nur drei Freijahre. Jeder Kolonist hatte sechs Tage im Jahr Dienst zu leisten, für jeden Morgen Land waren sechs Groschen abzuführen. Die Gerichtsbarkeit blieb beim Amt Friedland, Kirche und Schule mussten in Friedland besucht werden. 1921 überließ die Herrschaft von Oppen den Karlsdorfern die gepachteten Ländereien zum Kauf.
Im Mai 1998 wurde Altfriedland mit seinem Teil Karlsdorf in die Gemeinde Neuhardenberg eingegliedert. Etwas abseits des ursprünglichen Dorfes hat sich an der Südspitze des Lettinsees eine Bungalowsiedlung gebildet. Eine Kirche oder Geschäfte hat der Ort nicht. Für den täglichen Bedarf der Bewohner sorgen mehrfach in der Woche rollende Läden wie Bäcker und Schlachter. Öffentliche Einrichtungen wie Kindergärten und Schulen gibt es nur in Neuhardenberg, Neutrebbin, Wriezen oder Seelow. Gesamt-Altfriedland verzeichnete 2006 einschließlich seiner Ortsteile Gottesgabe, Karlsdorf und Neufriedland rund 400 Einwohner. Eine Bürgerinformationsbroschüre des Amtes Neuhardenberg beschreibt Karlsdorf wie folgt:

„Kaum einer kennt dies kleine lang gestreckte Straßendorf, durch das die meisten nur hindurch fahren. […] Es hat weder einen eigenen Kaufladen, noch eine Kirche. Es hat eigentlich nichts zu bieten, außer: einer wunderschönen Landschaft, deretwegen einige der ca. 70 Einwohner extra dorthin gezogen sind. Umgeben von Wasser – östlich die angelegten Fischteiche, bei denen es sich gut angeln lässt, und westlich der schöne Lettinsee, der zum Baden einlädt,  – kann man hier in Ruhe und Abgeschiedenheit die vielfältige Vogel- und Pflanzenweltwelt genießen.“

## Naturraum

### Geomorphologie, Gewässer und Schutzgebiete

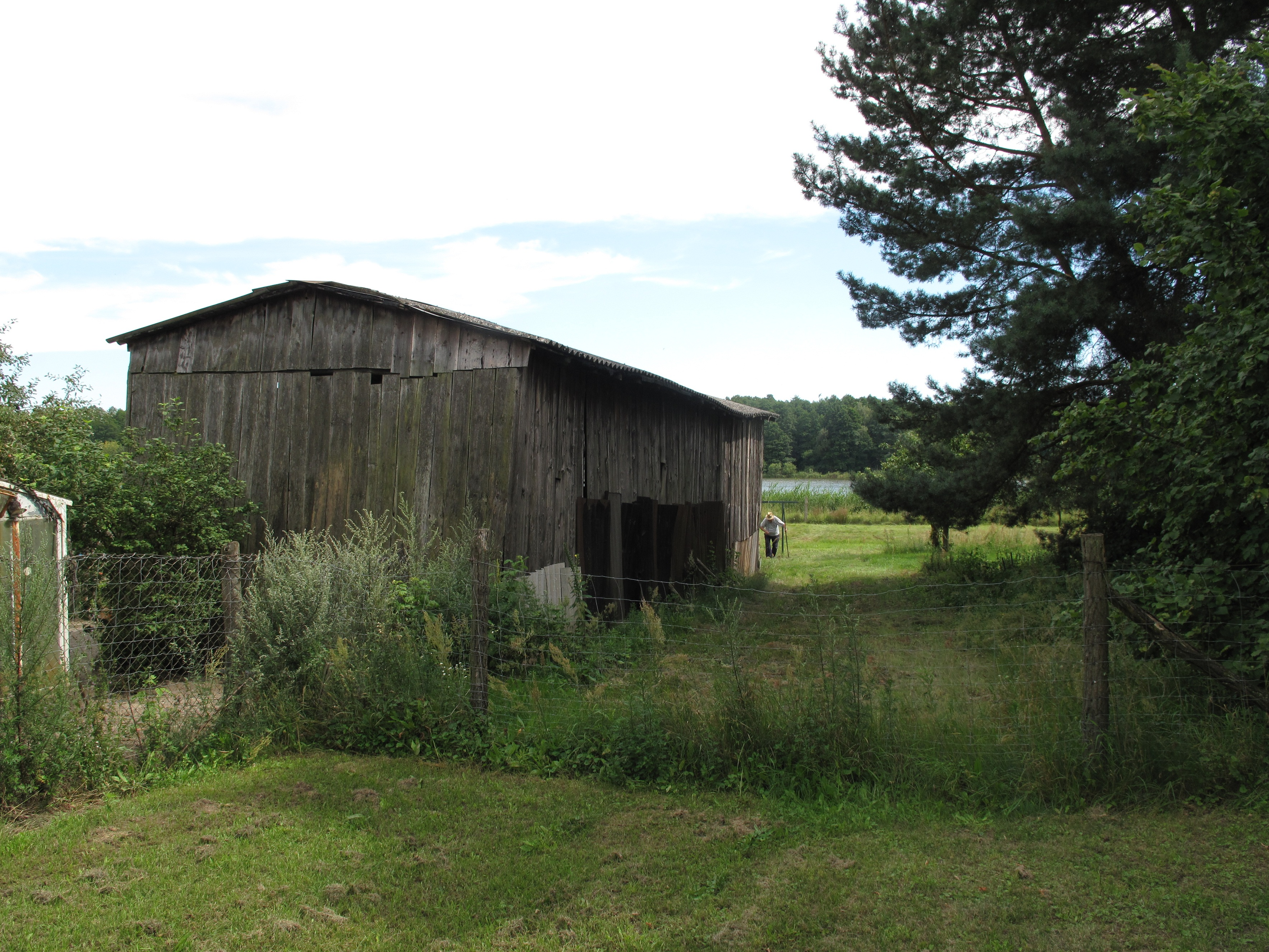
Scheune an den Karlsdorfer Teichen

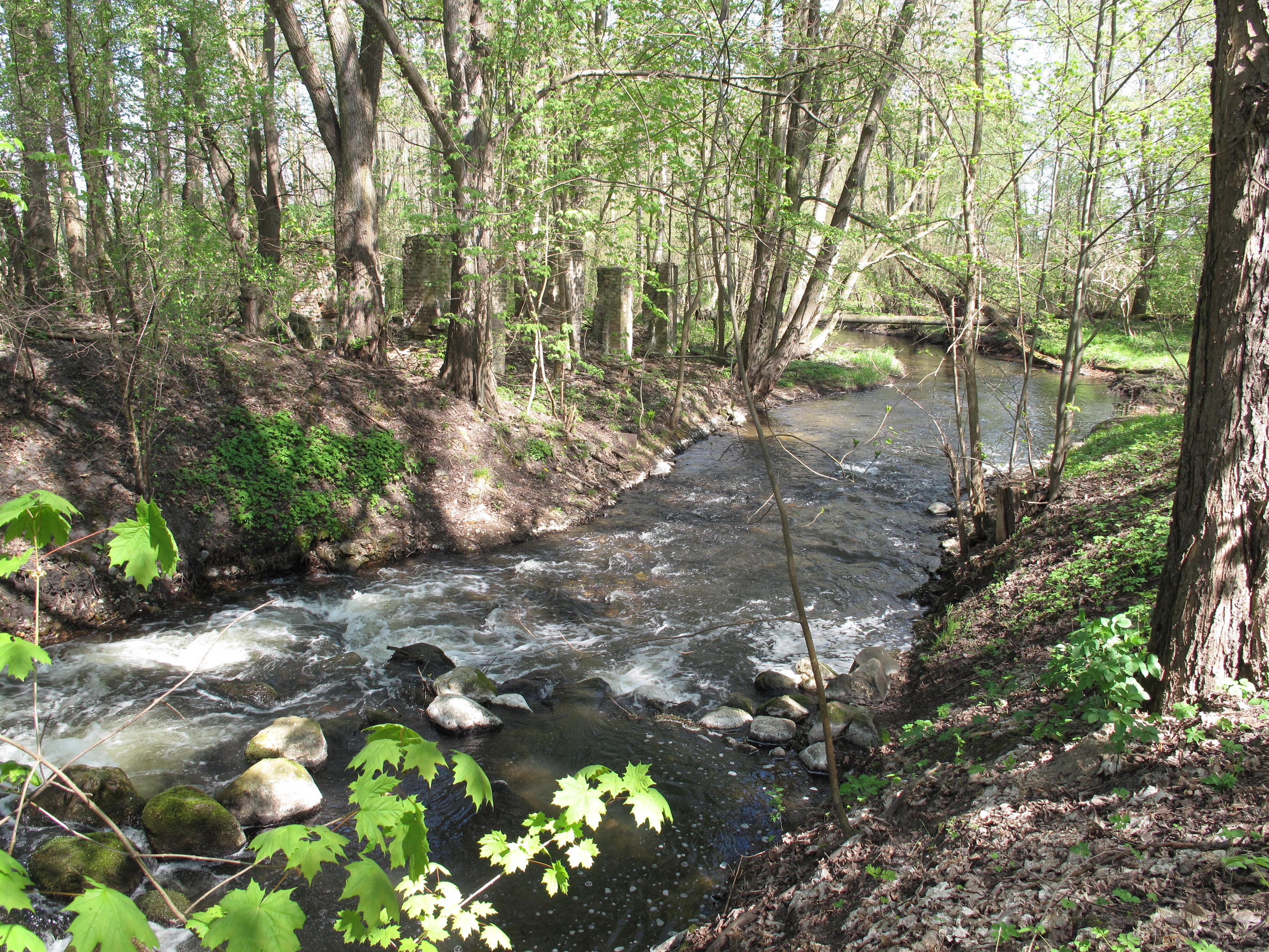
Der Stobber nördlich der Karlsdorfer Teiche

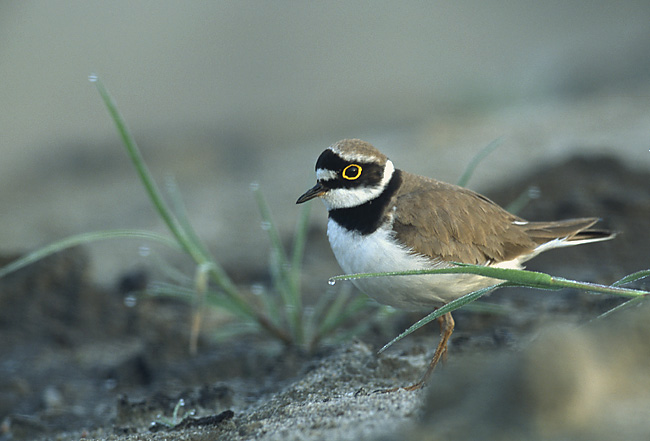
Der in Brandenburg gefährdete Flussregenpfeifer

Das Dorf liegt im Übergangsbereich der glazialen Buckower Rinne (auch: Löcknitz-Stobber-Rinne) zum Oderbruch. Die rund 30 Kilometer lange und zwei bis sechs Kilometer breite Rinne trennt die Hochflächen Barnim und Lebuser Land und entwässert vom Niedermoor- und Quellgebiet Rotes Luch über Stobberbach/Löcknitz nach Südwesten zur Spree und über den Stobber nach Nordosten zur Oder. Die sieben Karlsdorfer Teiche werden nach Bedarf vom vorbeifließenden Stobber (früher Stobberow) gespeist und sind dem Kietzer See beziehungsweise der Altfriedländer Teichlandschaft südwestlich vorgelagert. Ihre heutige Form erhielten sie in den 1960er-Jahren, als das versumpfte Mündungsgebiet des Stobbers in die Alte Oder und das Niedermoorgebiet des weitgehend verlandeten Kietzer Sees durch Aufstau des Stobbers und Eindeichung überformt und durch Parzellierung in die fischereiwirtschaftlich genutzten Teiche umgewandelt wurde. Der wegen seiner geringen Tiefe 1938 nicht mehr befischbare See nahm 1751 – unmittelbar vor der Melioration des Oderbruchs – 154 Hektar ein und wurde bei seiner Überformung auf eine Fläche von über 200 Hektar erweitert. Mit den entstandenen Sekundärlebensräumen bilden die Gewässer das Zentrum des Europäischen Vogelschutzgebietes Altfriedländer Teich- und Seengebiet. Die Karlsdorfer Teiche liegen im Mittel auf einer Höhe von 8 Metern über Normalnull, das Gefälle zum Kietzer See beträgt 2,2 Meter.
Südwestlich der Teiche beginnt das Naturschutzgebiet Stobbertal, das sich östlich der Gewässer durch Reste des Niedermoors noch bis zur B 167 erstreckt. Westlich Karlsdorfs und parallel zu dem Teichgebiet zieht sich von Südwest nach Nordost eine kleinere Seenkette, die vom Dolgensee über den Kesselsee und Lettinsee zum Altfriedländer Klostersee verläuft. Das Gefälle vom 9,8 Meter über Normalnull liegenden Dolgensee zum Klostersee beträgt 4,5 Meter. Die Seen werden südlich des Dolgensees von einem Graben aus einem Feuchtbiotop in der Ringenwalder Heide gespeist. Der seenverbindende Graben trägt spätestens nach dem Kesselsee den Namen Barschegraben (ab Klostersee gelegentlich auch als Klostergraben bezeichnet) und entwässert die gesamte Kette vom Klostersee in den Friedländer Strom, der rund zwei Kilometer südöstlich aus der Vereinigung von Stobber und Quappendorfer Kanal hervorgegangen ist. Das Dorf und die Seen sind ringsum von weiten Wäldern, zum Teil Bruchwäldern, umgeben.

### Flora und Fauna
Im Jahr 2000 wurden auf den Karlsdorfer Teichen, an deren Westseite ein Vogelbeobachtungsturm liegt, mehrere Flussregenpfeifer nachgewiesen. Der Vogel des Jahres 1993 zählt laut Roter Liste in Brandenburg zu den gefährdeten Arten. 2004 beobachteten Ornithologen eine Gebirgsstelze, eine in Brandenburg stark gefährdete Art aus der Familie der Stelzen und Pieper. Aus der Familie der Entenvögel zeigten sich unter anderem Spießenten auf den Gewässern, eine in Mitteleuropa nur unregelmäßig und verhältnismäßig selten brütende Art. Der Fluss und die Seen sind zudem Lebensraum für den nach der Roten Liste in Brandenburg vom Aussterben bedrohten Fischotter. Das Wappentier des Naturparks Märkische Schweiz, die in Deutschland stark gefährdete Gemeine Keiljungfer, findet im sauerstoffreichen und bewegten Wasser des Stobbers südlich der Teiche einen idealen Lebensraum.
Den reich strukturierten Laubwald mit nach der Bundesartenschutzverordnung (BArtSchV) in Deutschland besonders geschützten
Leberblümchen sowie Gelben Anemonen, Bachkraut, Wiesenprimel und Großblütigem Springkraut prägen Hainbuchen, Stiel- und Traubeneichen, Blutbuchen und Robinien. An den etwas feuchteren Standorten gedeihen Ulmen-, Ahorn- und Lindenarten sowie Rotbuchen. Eine besondere Rolle für die Ökologie spielen die reichen Totholzbestände. Durch die Wälder streifen Rehe, Schwarzwild und Füchse sowie seit den 2000er-Jahren zunehmend auch Marderhunde und die Neozoen Waschbären und Minks.

## Sehenswürdigkeiten

### Naturdenkmäler
- Napoleoneiche mit einem Brusthöhenumfang von 7,18 m (2016).[21]